# Miodrag Petrović (Fußballspieler)
Miodrag Petrović (* 16. November 1946; † 29. November 2017) war ein jugoslawischer Fußballspieler.
Der Stürmer und Mittelfeldspieler spielte Ende der 1960er Jahre bei Partizan Belgrad, 1967 gelangen ihm für den Verein im Messepokal zwei Tore. 1970 wechselte er in den Westen zu Standard Lüttich, wo er jedoch in der gesamten Saison nur zu vier Ligaeinsätzen, davon nur einmal in der Startelf, kam. 1971 kam er erstmals nach Deutschland, zunächst für ein Jahr zum Regionalligisten Kickers Offenbach, 1972 zum 1. FC Nürnberg, wo er sich als Stammkraft etablieren konnte; in 33 Regionalligaspiele für den Club erzielte Petrović 17 Treffer. Im Sommer 1972 verließ er Deutschland in Richtung Romandie, wo er für zwei Jahre bei Servette FC Genève unter Vertrag stand. 1973/74 wurde er fünftbester Torschütze der Schweizer Liga und sicherte Genf damit den Einzug in den UEFA-Pokal 1974/75, wo ihm zwar ein Tor gelang, Servette jedoch mit 6:2 in der ersten Runde ausschied. 1975 verpflichtete ihn der Bundesligist 1. FC Köln. Schnell wurde jedoch klar, dass der Spieler nicht das brachte, was man sich von ihm erhofft hatte.
Bereits nach einem halben Jahr wechselte Petrovic Ende 1975 zu Westfalia Herne in die 2. Bundesliga Nord. Ein weiteres halbes Jahr später ging er dann zu seinem fünften deutschen Verein. Bei Werder Bremen erreichte er mit insgesamt 26 Einsätzen so etwas wie einen Stammplatz. Aber auch dort legte man nach Ablauf der Saison 1976/77 keinen Wert mehr auf seine Dienste.

## Statistik
- Bundesliga
3 Spiele 1. FC Köln
26 Spiele Werder Bremen

- 2. Bundesliga
20 Spiele; 1 Tor Westfalia Herne

- DFB-Pokal
1 Spiel, 1 Tor 1. FC Köln